# 민털꼬리갑옷나무쥐
민털꼬리갑옷나무쥐(Pattonomys occasius)는 가시쥐과에 속하는 남아메리카 설치류의 일종이다. 나무 위에서 생활하는 종으로 에콰도르와 페루 안데스산맥 동부 지역의 저지대 열대 우림에서 발견된다.